# Autischkau

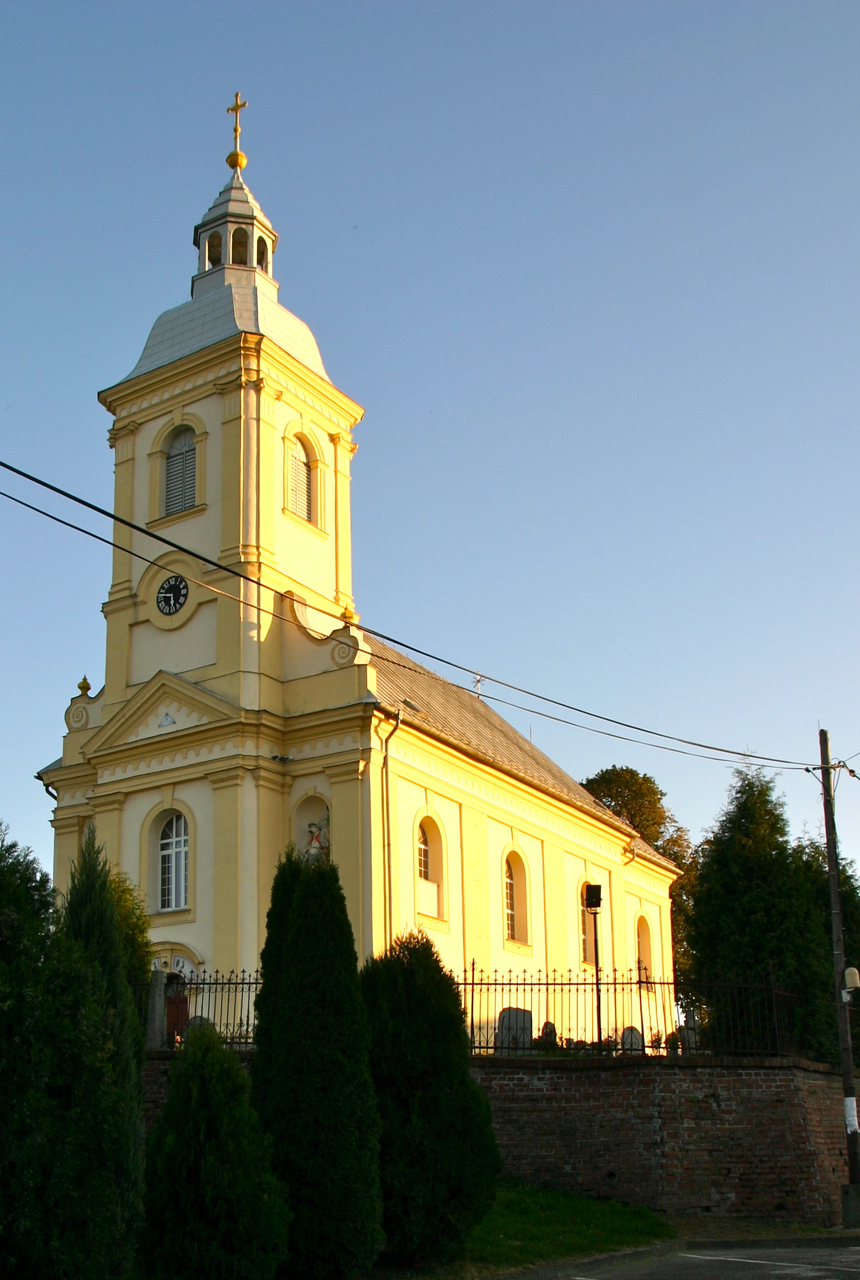
Kirche zur göttlichen Vorsehung

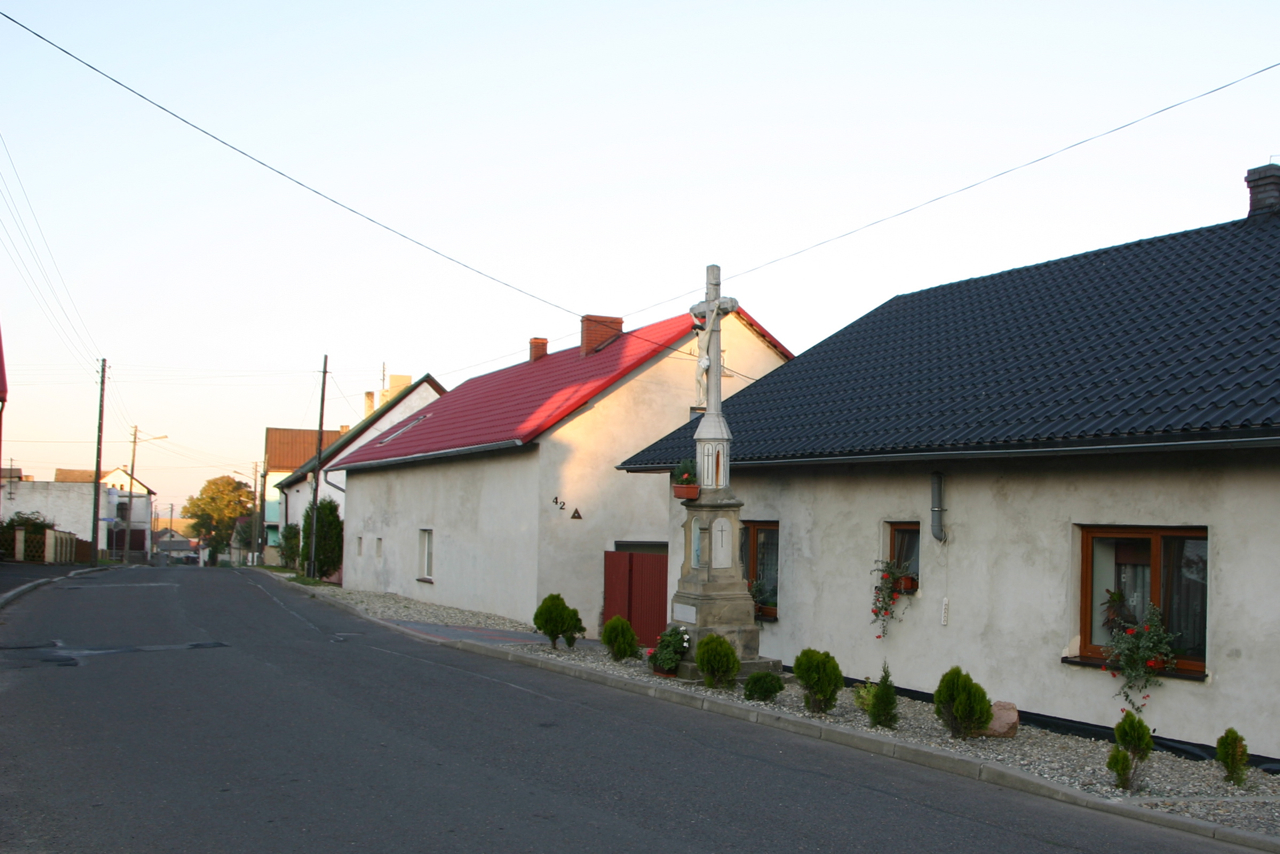
Ortsbild

Autischkau (polnisch Ucieszków) ist ein Ort in der Landgemeinde Pawlowitzke im Powiat Kędzierzyńsko-Kozielski der Woiwodschaft Opole in Polen.

## Geografie
Autischkau liegt rund fünf Kilometer südwestlich von Pawłowiczki (Pawlowitzke), 20 Kilometer südwestlich von Kędzierzyn-Koźle (Kandrzin-Cosel) und 49 Kilometer südlich von  Opole (Oppeln).

## Geschichte
Der Ort entstand spätestens im 13. Jahrhundert und wurde 1223 erstmals urkundlich als „Cescouo“  (Cescovo) erwähnt. Am 21. Juli 1295 bestätigte Herzog Kasimir von Beuthen gegenüber Albert von Sternberg in Slawentzitz den Verkauf des Dorfes an seinen Vater Sceslaus von Sternberg, welches als Ucescov erwähnt wurde. Am 9. Juli 1339 genehmigte Herzog Kasimir von Cosel dem Dominikanerorden den Kauf des Dorfes Autischkau.
Der Ort wurde 1784 im Buch Beyträge zur Beschreibung von Schlesien als Autischkau erwähnt, gehörte dem Nonnenkloster in Ratibor und lag im Fürstentum Ratibor und hatte 219 Einwohner, ein Vorwerk, eine katholische Kirche, eine Schule, 29 Bauern, 26 Gärtner und zwei Häusler. Das Dominium, das dem Kloster der Jungfrauen zu Ratibor gehörte, wurde 1810 säkularisiert. 1858 wurde ein neues massives Schulgebäude errichtet. 1865 bestand Autischkau aus einem Dorf und einem Dominium. Das Dorf hatte zu diesem Zeitpunkt zwei Bockwindmühlen, einen Kretscham (Gaststätte), einen Arrendeschank, eine Fleischerbetriebsstätte, 38 Bauernhöfe, 18 Gärtnerstellen und 70 Häuslerstellen.
Bei der Volksabstimmung in Oberschlesien am 20. März 1921 stimmten 514 Wahlberechtigte für einen Verbleib Oberschlesiens bei Deutschland und 134 für eine Zugehörigkeit zu Polen. Autischkau verblieb nach der Teilung Oberschlesiens beim Deutschen Reich. Bis 1945 befand sich der Ort im Landkreis Cosel.
1945 kam der bis dahin deutsche Ort unter polnische Verwaltung und wurde anschließend der Woiwodschaft Schlesien angeschlossen und zum 15. März 1947 ins polnische Ucieszków umbenannt. Der Landkreis Cosel wurde in Powiat Kozielski umbenannt. 1950 kam der Ort zur Woiwodschaft Oppeln. 1975 wurde der Powiat Kozielski aufgelöst. 1999 kam der Ort zum neugegründeten Powiat Kędzierzyńsko-Kozielski. Am 30. September 2014 erhielt der Ort zusätzlich den amtlichen deutschen Ortsnamen Autischkau.

## Sehenswürdigkeiten und Bauwerke
- Die römisch-katholische Kirche zur göttlichen Vorsehung aus dem Jahr 1805 im barocken Stil.[7]
- Schwesternhaus von 1910
- Gefallenendenkmal
- Wegkreuze